# Kapucinapa
Kapucinapa (Cebus capucinus), eller kapucinerapa, även rullsvansapa, tillhör familjen cebusliknande brednäsor.

## Utseende
Kapucinapan väger mellan 1,5 och 5 kg. Den genomsnittliga vikten för hanar är 3,87 och för honor 2,67 kg. Arten når en kroppslängd (huvud och bål) av 33,5 till 45,3 cm och en svanslängd av 35 till 55,1 cm. Pälsen är mörkbrun med undantag av regionen kring ansiktet, nacke och axlar som är ljusbrunt eller gräddfärgat. Resten av pälsen är mörkbrun. På huvudets topp förekommer mörk päls i samma färg som bålen. Denna region liknar en luva. Kapucinapans ansikte är bara glest täckt med fina vita hår och ansiktets hud är rosa till vitaktig. Den långa svansen används som gripverktyg.

## Utbredning och habitat
Arten återfinns från västra Ecuador till Honduras. Den lever främst i fuktiga städsegröna skogar och i mera torra lövfällande skogar där trädens kronor bildar ett tät växtskikt. Kapucinapan kan anpassa sig till flera andra habitat med träd. Den vistas vanligen i låglandet och i låga bergstrakter upp till 1100 meter över havet. Ibland når arten regioner vid 2100 meters höjd.

## Ekologi
Apan lever i grupper (5-35 djur) i tropisk regn- och torrskog och äter normalt frukt, insekter, löv, grodor, småfåglar och små däggdjur. Kapucinapan förökar sig snabbt och anpassar sig lätt till nya miljöer och därför påverkar inte habitatsförlust kapucinapan så hårt som den påverkar andra arter. Jaguarer och rovfåglar är dess naturliga fiender.
I naturen har honor vanligen vartannat år en kull med en enda unge. Honan kan bli brunstig under alla årstider. De flesta ungar föds däremot mellan december och april. Dräktigheten varar 157 till 167 dagar. Ungen diar sin mor två till fyra månader. Könsmognaden infaller för honor efter 4 till 7 år och för hanar efter 7 till 10 år. Under goda förhållanden kan arten leva 30 år i naturen. Den äldsta kända individen i fångenskap blev nästan 55 år gammal.